# Cyber Empires
Cyber Empires is een computerspel dat werd ontwikkeld door Silicon Knights en uitgegeven door Millennium Interactive. Het spel kwam in 1992 uit voor verschillende platforms. Het spel is de voorloper van het populaire Fantasy Empires. Het spel is een tactisch en strategische sciencefiction robotspel waarbij beurtlings moet worden gevochten. Het speelveld wordt met de bovenaanzicht getoond.

## Platform
- Amiga (1992)
- Atari ST (1992)
- DOS (1992)

## Ontvangst
| Beoordeeld door             | Platform | Datum         | Score |
| --------------------------- | -------- | ------------- | ----- |
| Play Time                   | Amiga    | augustus 1992 | 79%   |
| Amiga Format                | Amiga    | augustus 1992 | 63%   |
| Power Play                  | Amiga    | april 1992    | 58%   |
| Amiga Joker                 | Amiga    | juli 1992     | 52%   |
| Computer Gaming World (CGW) | DOS      | mei 1994      | 50%   |
| Computer Gaming World (CGW) | Amiga    | mei 1994      | 50%   |
| PC Joker                    | DOS      | juli 1992     | 34%   |